# Narumi Tsunoda
Narumi Tsunoda (jap. 津野田 なるみ Tsunoda Narumi; ur. 14 marca 1962) – japońska seiyū. Najbardziej znana jako Taiki Kō (Gwiezdna Czarodziejka Ocalenia) w Sailor Moon Sailor Stars. Pracowała dla Arts Vision (do 1998 r.) oraz Mausu Promotion (od 1998 r. do czerwca 2007 r.). Od sierpnia 2007 roku pracuje dla Honey Rush.

## Role głosowe
- Kapitan Jastrząb jako matka Jiro
- Chō Mashin Eiyūden Wataru jako Kaba-Yome (odc. 28)
- Final Fantasy XII jako Venat
- Fortune Quest L jako Rin
- Genji Tsuushin Agedama
- Gokudo jako Garuuda; Hell Guard (odc. 16); Princess Oto
- Juuni Senshi Bakuretsu Eto Ranger
- Karasu Tengu Kabuto jako Gran
- Marvelous Melmo jako  ciotka Merumo; Saburou
- Oh! My Konbu jako Hanako Shishoku
- Pia Carrot 2 DX jako Ryoko Futaba
- Sailor Moon Sailor Stars jako Taiki Kō (Gwiezdna Czarodziejka Ocalenia)
- Shima Shima Tora no Shimajirou jako Camel (odc. 86); Gameru
- Shin-chan jako  Urima Kuriyo
- Slave Sisters jako Kei
- Soreike! Anpanman jako Keitoda-man
- The Super Dimension Fortress Macross jako Moruk Laplamiz
- Tayutama – Kiss on My Deity jako Toshie Takayama
- Tokimeki Memorial jako Rei Ijuuin
- Welcome to Pia Carrot 2 jako Ryoko Futaba